# Neliúbov
Neliúbov (en ciríl·lic Нелюбовь, traducció literal en català: desamor) és una pel·lícula dramàtica russa de 2017 dirigida per Andréi Zviáguintsev. La història tracta sobre la vida d'un nen els pares del qual estan ocupats amb el seu procés de separació, oblidant d'aquesta manera al seu fill. Quan un dia el nen desapareix sobdatament, no els queda més remei que mantenir-se temporalment units per tal d'intentar trobar-lo.
La pel·lícula va ser filmada a Moscou, amb suport internacional després que el 2014 el govern rus desaprovés la pel·lícula Leviatán. Neliúbov va obtenir l'aclamació de la crítica i va guanyar el Premi del Jurat del Festival de Cinema de Cannes de 2017. Fou també nominada a l'Óscar a la millor pel·lícula de parla no anglesa.

## Sinopsi
A Moscou, al final de la jornada escolar, els estudiants tornen cap a casa. Un nen de dotze anys, Alekséi, decideix prendre un camí indirecte cap a casa en lloc d'utilitzar els carrers regulars de la ciutat. Pren així un camí que el porta a caminar per un riu local en una zona boscosa als afores de la ciutat, sense semblar tenir pressa per arribar a casa. Els seus pares, Jenia i Borís, estan enmig d'un procés per tal d'obtenir el divorci, mostrant molta animositat, frui de les seves personalitats divergents i incompatibles. Tots dos estan tractan de formar noves vides en noves relacions.
Un dia, el nen desapareix de la seva llar i la seva mare telefona a la policia per a demanar ajuda. Al principi, la policia ho veu com un simple cas d'un nen fugitiu, esperant que torni a casa al cap d'un o dos dies. No obstant, quan Alekséi no torna, un grup de voluntaris especialitzat en la cerca de persones desaparegudes es fa càrrec del cas i immediatament inicia una cerca preliminar del nen.
Dos anys després, els pares d'Alekséi viuen vides separades, tots dos amb una nova parella i un fill. En una farola s'hi veu clavat un cartell, que indica que Alekséi segueix desaparegut.

## Repartiment
- Maryana Spivak com Jenia.
- Alekséi Rozin (ru) com Borís.
- Matvéi Nóvikov com Alekséi, fill de Jenia y Borís.
- Marina Vasílieva com Maxa.
- Andris Keišs com Antón.
- Serguéi Dvóinikov com Iván.
- Artiom Jigulin com Kuznetsov.
- Natalia Vinokúrova com administradora.
- Djan Badmáev com reparador.
- Ianina Hope com la nòvia.
- Maksim Stoiánov com el negociant.
- Alekséi Fatéiev com coordinador de l'equip de recerca i rescat.
- Denís Tkatxov com voluntari de la recerca.
- Iuri Miróntsev como voluntri.
- Oleg Grisévitx como voluntari.
- Aleksandr Serguéiev com el capità.
- Varvara Shmýkova com voluntària.

## Reconeixements
- 2017: Premis Oscar: Nominada a millor pel·lícula de parla no anglesa
- 2017: Festival de Cannes: Premi del Jurat
- 2017: Globus d'Or: Nominada a Millor pel·lícula de parla no anglesa
- 2017: Premis BAFTA: Nominada a Millor pel·lícula en parla no anglesa
- 2017: Premis del Cinema Europeu: Millor BSO i fotografia
- 2017: National Board of Review (NBR): Millors pel·lícules estrangeres de l'any
- 2017: Crítics de Los Angeles: Millor pel·lícula estrangera
- 2017: Associació de Crítics de Chicago: Nominada a millor pel·lícula estrangera
- 2017: Premis Independent Spirit: Nominada a millor pel·lícula estrangera
- 2017: Satellite Awards: Nominada a millor pel·lícula de parla no anglesa
- 2017: British Independent Film Awards (BIFA): Nom. a millor pel. internacional indep.
- 2017: Premis César: Nominada a Millor pel·lícula estrangera